# Флоралия
Флоралия (на латински: Floralia; Floralies; Ludi Florae) е религиозен празник (култ) в Древен Рим в чест на богинята Флора, който се празнува на 27 април или 28 май до 3 май. На флоралиите са слагали на нейния олтар житни класове.